# Oprawa (poligrafia)

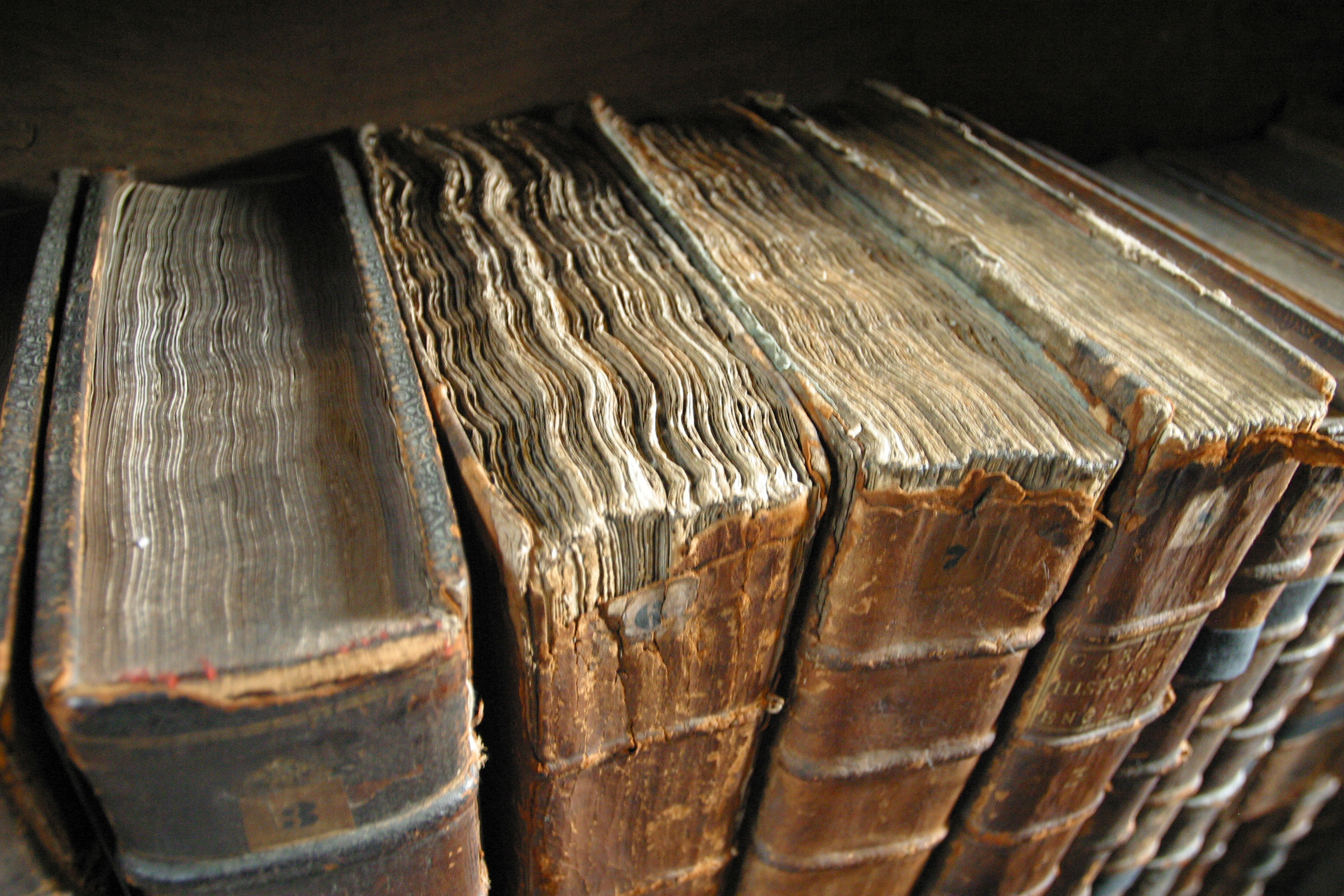
Oprawy starych książek w bibliotece Merton College

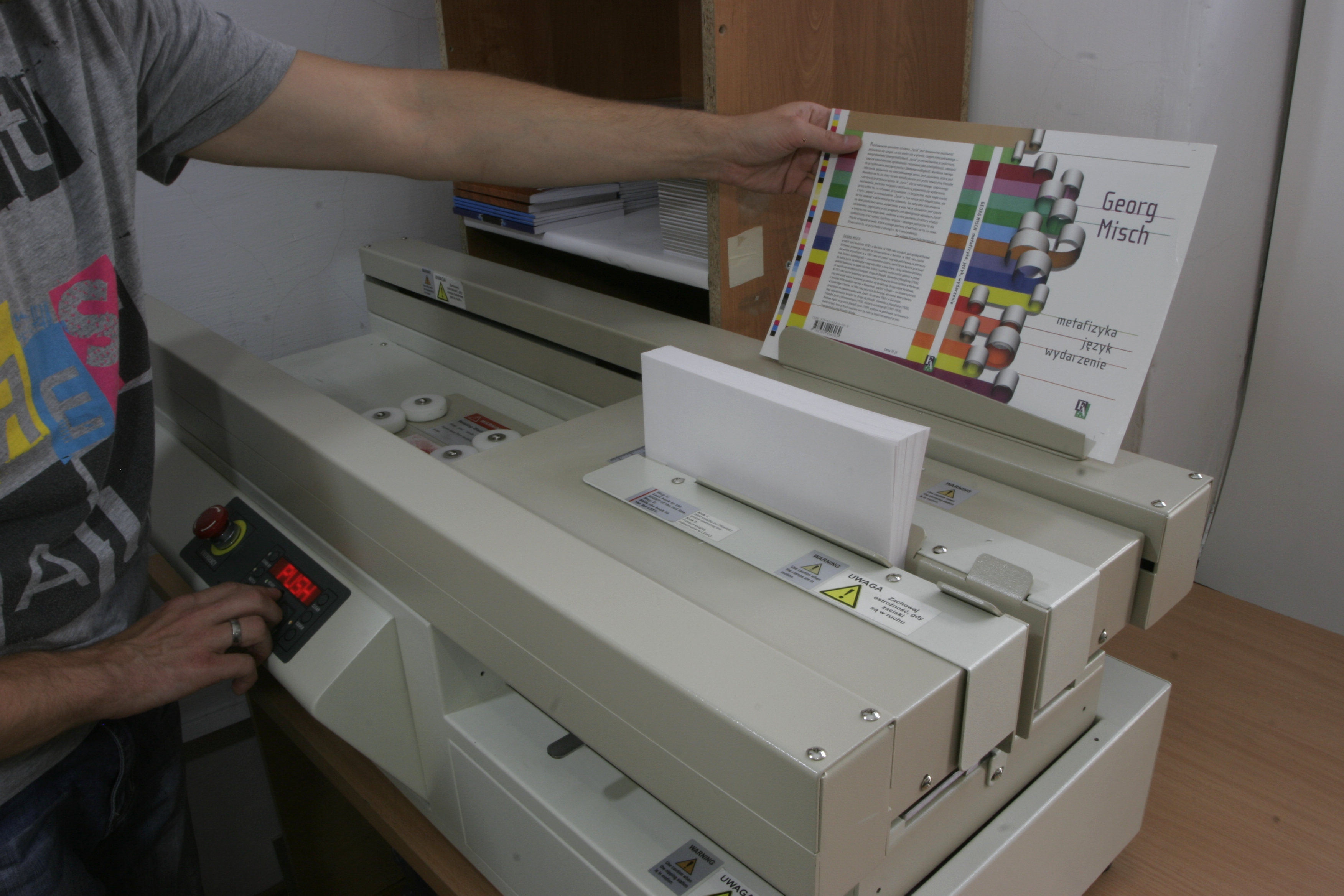
Wykonywanie oprawy miękkiej książki. Na zdjęciu oklejarka niskonakładowa

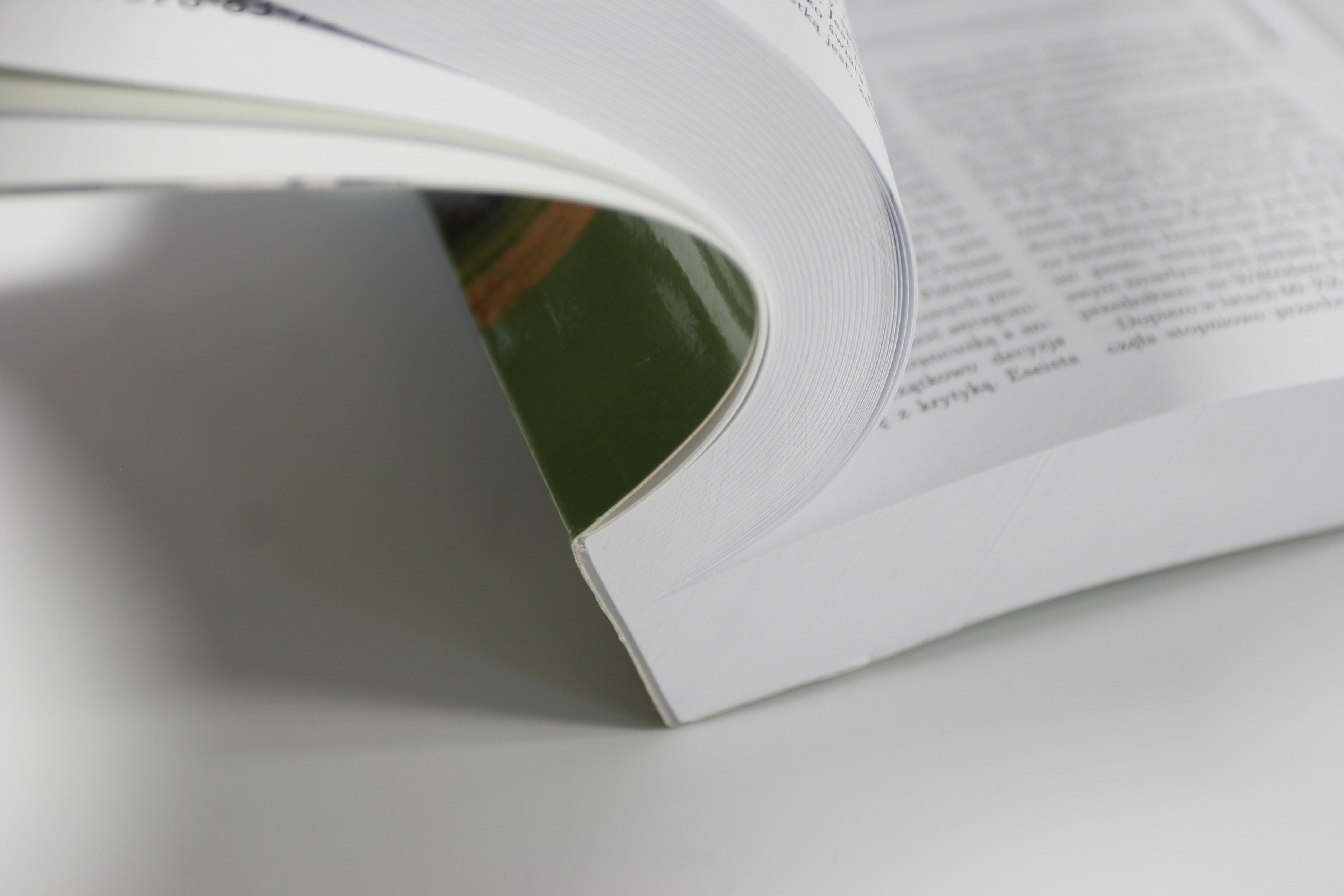
Książka w oprawie miękkiej klejonej

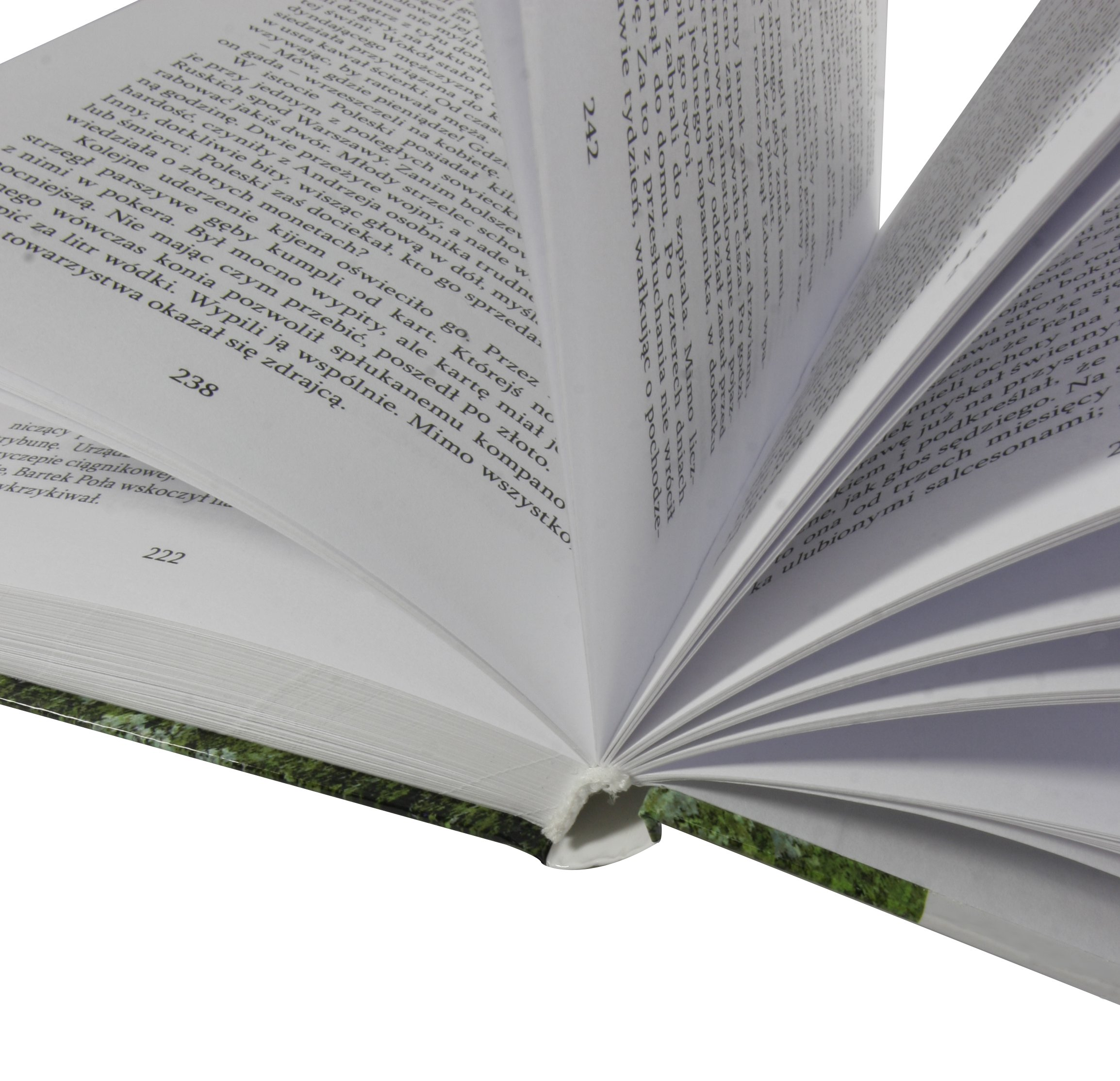
Grzbiet książki − oprawa twarda

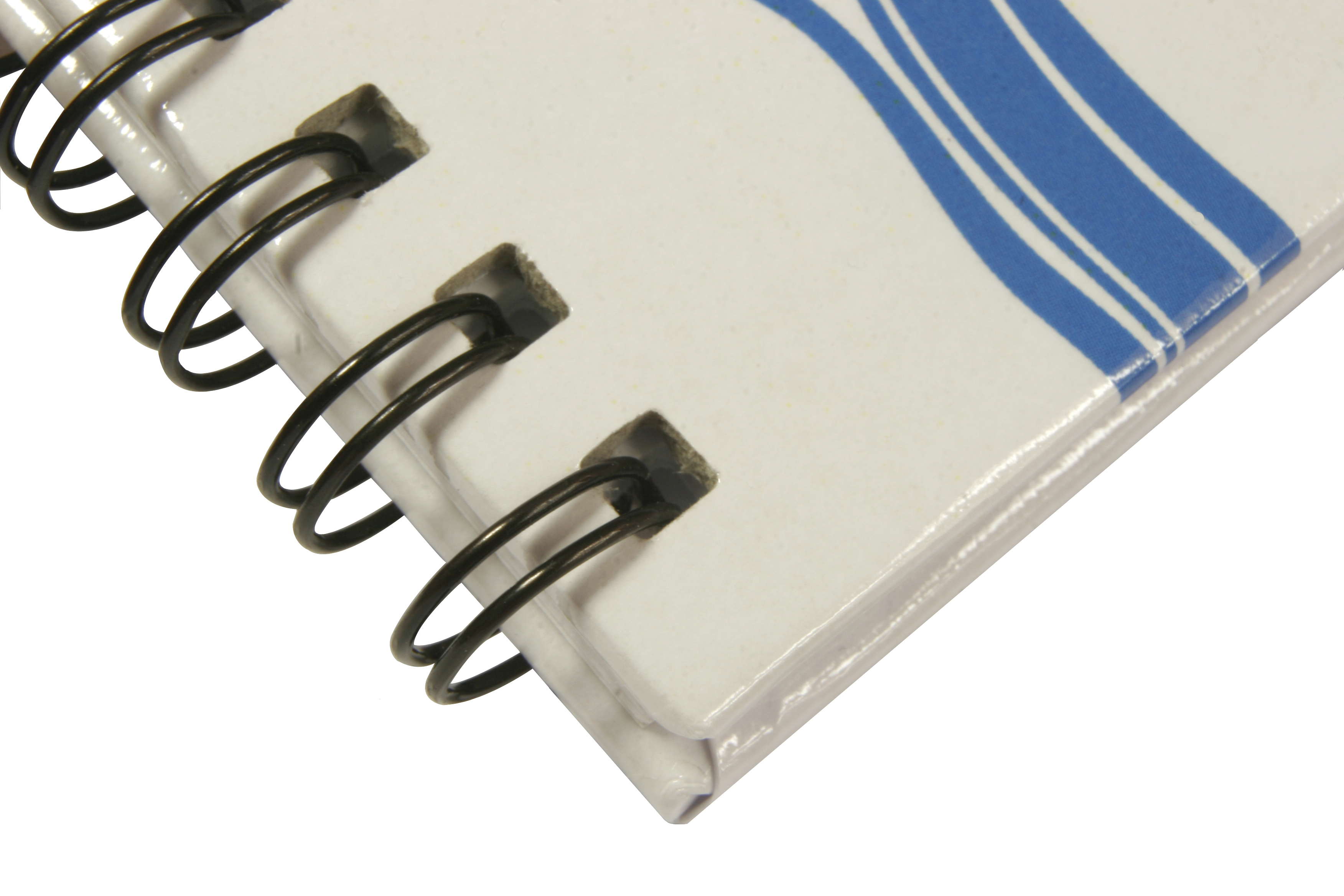
Oprawa druciana grzebieniowa

Oprawa, oprawa introligatorska – jeden z rodzajów produktów poligraficznych, który ma wkład i okładkę, z tym że okładka została wykonana w oddzielnym procesie.
Produkty poligraficzne dzielimy na druki luźne, druki łączone oraz oprawy.
Druki luźne to druki, które nie są połączone między sobą, i są to przykładowo plakaty, ulotki, torebka itp. Natomiast druki łączone to druki, które zostały połączone między sobą, np. zszyty lub sklejony bloczek, zszyty tygodnik (np. „Polityka”). Druk łączony może zawierać umowną okładkę, ale jest ona wykonana jednocześnie z drukiem pozostałej części publikacji. Oznacza to, że nie miał miejsca oddzielny proces wykonania okładki, po którym uzyskano 4 stronice, które stanowią okładkę w tym tygodniku. 
Zatem oprawa zawiera wkład i oddzielnie wykonaną okładkę.
Oprawy dzielimy ze względu na sposób połączenia wkładu z okładką.
Rozróżniamy oprawy proste, złożone i specjalne.
Oprawa prosta – bezpośrednie połączenie grzbietu wkładu z częścią grzbietową okładki, poprzez sklejenie, zszycie drutem czy nićmi.
Oprawa złożona – połączenie wkładu z okładką przy pomocy wyklejki, która może zostać wzmocnione poprzez skrzydełka paska grzbietowego i ewentualnie zwijkę (woreczek, rurka). 
Oprawa specjalna – połączenie wkładu z okładką w odmienny sposób niż w oprawie prostej lub złożonej. W oprawie specjalnej może istnieć jednocześnie połączenie identyczne jak w oprawie prostej i złożonej (klejenie lub szycie i wyklejka). Inne możliwości łączenia wkładu z okładką w typie oprawy specjalnej to łączenie spiralą, grzebieniem, listwami, śrubami itp.
Wkład to zbiór kart ułożonych w takiej kolejności aby zapewnić ciągłość czytanego tekstu publikacji, połączonych na jednym boku zwanym grzbietem wkładu. Pozostałe trzy boki to: bok górny (prostopadły do grzbietu leżący nad tekstem w pozycji użytkowej egzemplarza), bok przedni (przeciwległy do grzbietu), bok dolny (prostopadły do grzbietu wkładu znajdujący się pod tekstem w pozycji użytkowej egzemplarza). 
Oprawa określa ostateczny kształt i wygląd wyrobu poprzez zdefiniowanie:
- sposobu łączenia ze sobą kartek we wnętrzu wyrobu, czyli sposobu wykonania wkładu;
- rodzaju okładki i jej wewnętrznej budowy;
- sposobu łączenia wkładu z okładką.

## Mini słowniczek terminów związanych z oprawą
Wkład – może być stosem luźnych kartek, którego grzbiet jest pokryty klejem, lub zestawem odpowiednio zszytych kart z jednej składki lub wielu składek wchodzących jedna w drugą, wreszcie wkład może być zestawem składek ułożonych obok siebie i połączonych jednocześnie klejem i nićmi.
Wkład jednoskładkowy – jedna składka lub więcej składek wchodzących w siebie (składka w składkę), które tworzą od tego momentu jedną wspólną składkę.
Wkład wieloskładkowy – dwie lub więcej składek leżących obok siebie (składka na składkę).
Okładka – wszystko, co jest od zewnątrz trwale połączone z wkładem; okładka jest tylko jedna i składa się z dwóch okładzin okładki – przedniej i tylnej (tylko potocznie zwanych okładkami), oraz z grzbietu okładki. Okładka może być połączona z wkładem na wiele różnych sposobów. Ponadto okładka może się składać z jednej lub wielu części konstrukcyjnych rozmaicie ze sobą połączonych.
Okładka jednolita – najprostszy rodzaj okładki – okładka będąca pojedynczym arkuszem (papieru lub kartonu) odpowiednio bigowanym i następnie złamywanym w strefie grzbietu. (Warto tu wspomnieć, że podobnie brzmiący termin – jednorodna – odnosi się nie do okładki, a do oklejki.)
Okładziny okładki mogą być elastyczne (i zwykle wtedy są wykonane z jednego wspólnego arkusza razem z grzbietem) lub też są sztywne (i wtedy każda z nich stanowi oddzielny arkusz).
Grzbiet może być krawędzią (w oprawie zeszytowej) lub płaszczyzną (w oprawie klejonej) i może stanowić jeden arkusz razem z obiema okładzinami okładki, jak również może stanowić oddzielną płaszczyznę połączoną z okładzinami okładki za pomocą tkaniny, skóry lub pasków papieru. W dodatku przy bardziej skomplikowanych oprawach mogą istnieć dwa niezależne grzbiety – grzbiet wkładu i grzbiet okładki, ponieważ wkład może być połączony z okładką poprzez jej grzbiet lub poprzez jej okładziny (za pomocą wyklejki).
Wyklejka jest to arkusz papieru o gramaturze zwykle trochę większej od arkuszy wkładu, który jest przyklejony zarówno do wewnętrznej strony okładziny okładki jak i do pierwszej (lub ostatniej) kartki wkładu. Głównym zadaniem wyklejki jest właśnie połączenie okładki z wkładem. Wyklejki są oczywiście dwie – każda dla jednej z okładzin okładki. Wyklejki stosuje się przy sztywnych okładzinach. Wyklejki są niezadrukowane lub zadrukowane tłem lub wzorem, natomiast informacje treściowe umieszcza się tam bardzo rzadko.
Oklejka jest elastycznym wytworem papierniczym, włókienniczym lub skórzanym przyklejanym od zewnątrz na okładziny i grzbiet okładki. Cele oklejki są dwa: 1. Oklejka służy do połączenia sztywnych okładzin i grzbietu, a w szczególnych sytuacjach może nawet sama stanowić grzbiet. 2. Służy jako materiał pokryciowy, który łatwiej się zadrukowuje (lub w inny sposób zdobi) niż sztywne elementy okładki. W tym zastosowaniu oklejki najpierw się ją zadrukowuje, a potem przykleja do elementów okładki, natomiast inne formy zdobienia, jak tłoczenie, złocenie itp. wykonuje się na oklejce już przyklejonej do okładzin.

## Nieformalny zwyczajowy podział opraw
- oprawa szyta (grzbiet jako krawędź)
- oprawa klejona (grzbiet jako płaszczyzna)
  - oprawa miękka (o. klejona z elastycznymi okładzinami)
  - oprawa twarda (o. klejona ze sztywnymi okładzinami)

## Szczegółowy oficjalny podział opraw
- oprawa bezszwowa, o. bezszyciowa – oprawa oparta na łączeniu arkuszy wkładu metodą klejenia lub zaciskową (listwy, grzebienie itp.)
- oprawa bibliofilska (kolekcjonerska) – oprawa, w której zewnętrzny wygląd publikacji ma ponadprzeciętne, a czasami wręcz unikatowe cechy estetyczne, zasadniczo przeznaczona do zindywidualizowanego, skupionego, by nie rzec intymnego kontaktu z dziełem, wykonana w sposób szczególnie trwały, z myślą o częstym korzystaniu z publikacji, zaprojektowana tak, aby swoim wyglądem podkreślała charakter utworu, często stylizowana, aby sprawiała wrażenie pochodzenia z epoki opisywanej w utworze, limitowana obok oprawy nakładowej, albo wydana w niewielkim nakładzie jedynie w wersji bibliofilskiej, czasami nawet numerowana; w przypadku publikacji popularnych jest terminem handlowym na określenie tej części nakładu, która wyszła w oprawie twardej, w przeciwieństwie do oprawy nakładowej – wydanej w oprawie miękkiej
- oprawa biblioteczna – oprawa złożona, wzmocniona mocnym szyciem na taśmie, wykonana z trwałych materiałów, która może mieć dodatkowe wzmocnienia na krawędziach i w rogach, wykonane np. ze skóry; jest to oprawa przeznaczona do częstego używania, np. w bibliotekach i wypożyczalniach
- oprawa broszurowa (albo krócej: broszura) – w terminologii bibliotekarzy i księgarzy jest to nazwa o. miękkiej (w odróżnieniu od o. twardej, którą nazywają o. książkową)
- oprawa całopapierowa – o. złożona jednorodna, w której oklejka jest wykonana z wytworu papierniczego
- oprawa całopłócienna – o. złożona jednorodna, w której oklejka jest wykonana z wytworu włókienniczego
- oprawa ćwierćpłócienna, tzw. ćwierćpłótno – antonim oprawy półpłóciennej w znaczeniu (2); oprawa, w której jedynie grzbiet okładki pokryty jest wytworem włókienniczym
- oprawa drutowa – każdy rodzaj oprawy specjalnej, w której przez otwory wywiercone w marginesie grzbietowym przechodzi drut w dowolnej postaci (grzebień, spirala lub pierścienie)
- oprawa grzebieniowa – rodzaj oprawy specjalnej wykonywanej na bindownicy, spięcia kartek (z otworami na marginesie grzbietowym) dokonuje się sprężynującym grzebieniem zwiniętym w rurkę, wykonanym z drutu, metalu lub tworzywa sztucznego
- oprawa holendrowana – oprawa, w której arkusze wkładu wieloskładkowego są zszyte maszynowo cienką nicią ściegiem holendrowanym, po czym są dodatkowo ze sobą sklejone na grzbiecie (dla lepszego wnikania kleju grzbiet jest ponacinany pilnikiem), końce nici są niezawiązane i zabezpieczone tym klejeniem
- oprawa jednorodna – antonim o. kombinowanej – o. złożona, której oklejka składa się z jednego arkusza pokrywającego wszystkie trzy powierzchnie okładki
- oprawa klejona – oprawa, w której kartki wkładu są z sobą połączone metodą klejenia (co automatycznie pociąga za sobą powstanie płaskiego grzbietu); sklejane mogą być zarówno luźne kartki, jak i składki (połączone nićmi)
- oprawa kombinowana – antonim o. jednorodnej – o. złożona, której oklejka składa się z trzech arkuszy (po jednym na każdą z powierzchni okładki), przy czym arkusze na okładzinach i na grzbiecie są ze zróżnicowanych materiałów pokryciowych
- oprawa książkowa (albo krócej: książka) – w terminologii bibliotekarzy i księgarzy jest to nazwa o. twardej (w odróżnieniu od o. miękkiej zwanej przez nich o. broszurową)
- oprawa listwowa – rodzaj oprawy specjalnej, w której arkusze wkładu są luźnymi kartkami ściśniętymi obejmującą je sprężynującą listwą
- oprawa miękka – antonim o. twardej – oprawa z okładką jednolitą, w której okładziny okładki są elastyczne; w praktyce o. miękka to jeden z dwu rodzajów o. klejonej (o. prosta klejona), choć teoretycznie oprawą miękką jest również o. zeszytowa, jednak w tym drugim wypadku terminu tego nie używa się; ze względu na rodzaj wytworu papierniczego użytego w typowej o. miękkiej (właśnie tej klejonej) mówi się na nią: o. miękka kartonowa; o. miękka nie ma oklejki
- oprawa nakładowa – oprawa typowa, przeznaczona do normalnego używania, o przeciętnej estetyce, niezbyt skomplikowanym sposobie łączenia wkładu z okładką, i niezbyt skomplikowanym sposobie zdobienia okładki, wyznaczająca racjonalny stosunek pomiędzy ceną oprawy a jej wyglądem i wytrzymałością. Pojęcie stosowane wtedy, gdy oprócz oprawy nakładowej, w której została oprawiona większość nakładu, część nakładu została oprawiona w oprawie bibliofilskiej lub oprawie bibliotecznej
- oprawa pierścieniowa – rodzaj oprawy specjalnej, w której kartki wkładu i okładki zawierają otwory w marginesie grzbietowym, przez które przechodzą pierścienie zaciskowe z drutu, oprawy dokonuje się na bindownicy, pierścienie nie są połączone ze sobą (oddzielny pierścień w każdym otworze)
- oprawa półpłócienna (1) – oprawa złożona kombinowana, w której tylko niektóre fragmenty oklejki są wykonane z wytworu włókienniczego a reszta z wytworu papierniczego
- oprawa półpłócienna (2) – antonim oprawy ćwierćpłóciennej; oprawa, w której zarówno grzbiet okładki jak i narożniki okładzin pokryte są wytworem włókienniczym
- oprawa podwójna (dublura) – oprawa, w której wewnętrzne strony okładzin okładki dorównują bogatym zdobieniom okładzin zewnętrznych
- oprawa prosta – antonim o. złożonej – oprawa, w której trwałe połączenie wkładu z okładką następuje przez ich grzbiety a nie przez wyklejkę; w praktyce jest to o. zeszytowa lub o. klejona miękka
- oprawa przylegająca – o. prosta klejona z okładką jednolitą przyklejoną tylko do grzbietu; w tej oprawie okładka ma dokładnie dwa złamy
- oprawa skórzana – o. twarda o oklejce częściowo lub całkowicie wykonanej ze skóry; o. skórzana może być wykonana w celach praktycznych (bardzo duża odporność okładki na czynniki mechaniczne) lub w celach ozdobnych; oklejka skórzana jest zdobiona tłoczeniami (które mogą być wypełnione farbą), złoceniami itp., zwykły druk stosuje się na skórze rzadko z powodu słabej odporności na ścieranie, prędzej są to napisy malowane lub nakładane innymi podobnymi technikami; wśród najbardziej ekskluzywnych o. skórzanych można znaleźć wyroby o okładzinach okładki zamykanych na zamki, wyroby które mają własne futerały, podstawki itp.; gruba oklejka skórzana może być dodatkowo formowana w fałdy i inne nierówności powierzchni
- oprawa specjalna – każda inna oprawa niż zeszytowa lub klejona; np. oprawa grzebieniowa, listwowa, pierścieniowa, spiralowa
- oprawa spiralowa (nieprawidłowo: spiralna) – rodzaj oprawy specjalnej, w której arkusze wkładu i okładziny okładki są luźnymi kartkami z otworami wywierconymi w marginesie grzbietowym, przez które przewinięty jest drut w postaci spirali, końce drutu są zabezpieczone zagięciem pod kątem prostym
- oprawa szyta – gwarowe, b. popularne określenie wkładu w którym łączenie kart wkładu następuje poprzez szycie nićmi, drutem lub nićmi termoplastycznymi
- oprawa twarda – antonim o. miękkiej – oprawa, z okładką niejednolitą (składającą się z wielu elementów), w której okładziny okładki są całkowicie sztywne (i zazwyczaj o powierzchni trochę większej niż kartki wkładu); grzbiet okładki również może być sztywny, ale nie musi; o. twarda ma tekturowe elementy konstrukcyjne: okładzinówka (stanowiąca zasadniczą część każdej z okładzin okładki) oraz ewentualnie grzbietówka (formująca sztywny, płaski grzbiet) – są one połączone ze sobą za pomocą oklejki, przy czym grzbiet okładki może być wykonany tylko z oklejki, lub mieć okładzinówkę elastyczną (kartonową) lub miękką (papierową)
- oprawa zakrywająca – o. prosta klejona z okładką jednolitą przyklejoną do grzbietu oraz częściowo do zewnętrznych stronic wkładu; w tej oprawie okładka ma (od momentu pierwszego otwarcia jej przez użytkownika) dokładnie cztery złamy; miejsca na zewnętrzne złamy powinny być bigowane
- oprawa zeszytowa (gwarowo o. szyta) – rodzaj o. prostej miękkiej, w której okładka jest połączona z arkuszami wkładu wspólnym szyciem (zszywkami z drutu lub nićmi) przez grzbiet; o. zeszytowa jest jedyną oprawą, w której występuje grzbiet w postaci krawędzi (złamu); cechą charakterystyczną tej oprawy jest również okładka jednolita oraz wkład jednoskładkowy; w o. zeszytowej pierwsza kartka leży na wspólnej karcie z kartką ostatnią, druga z przedostatnią itd.
- oprawa złożona – antonim o. prostej – oprawa, w której grzbiet wkładu nie jest przyklejony do grzbietu okładki (a więc de facto wyrób ma dwa niezależne grzbiety – wewnętrzny i zewnętrzny); połączenie wkładu z okładką następuje przez wyklejki

## Dwa najpopularniejsze rodzaje opraw stosowanych w produkcji książek i czasopism
- zeszytowa
- klejona miękka (dokładniej: klejona prosta miękka kartonowa).

## Zestawienie rodzajów opraw
- broszurowa – książkowa (podział stosowany w bibliotekarstwie i księgarstwie)
- całopapierowa – całopłócienna – półpłócienna – ćwierćpłócienna – skórzana (ze względu na charakter materiału pokryciowego (oklejki))
- grzebieniowa – listwowa – pierścieniowa – spiralowa (odmiany oprawy specjalnej)
- jednorodna – kombinowana (ze względu na liczbę elementów oklejki)
- miękka – twarda (ze względu na sztywność okładzin i (pośrednio) budowę okładki)
- prosta – złożona (ze względu na liczbę grzbietów)
- przylegająca – zakrywająca (ze względu na sposób klejenia okładki jednolitej)
- klejona – specjalna – zeszytowa (ze względu na sposób łączenia wkładu)
- nakładowa – bibliofilska (ze względu na poziom edytorski)
- złotnicza